# Куценко, Алексей Григорьевич
Алексей Григорьевич Куценко (1 января 1925 — 15 августа 2014) — советский и белорусский тренер по греко-римской борьбе, Заслуженный тренер Белорусской ССР (1960).

## Биография
Родился в 1925 году в деревне Погибляк Лысенского района Киевской области. Участник Великой Отечественной войны. В Беларуси — с 1946 года. Одиннадцатикратный чемпион БССР по классической борьбе. В 1956 году закончил Белорусский государственный институт физической культуры. Четырехкратный чемпион Вооруженных Сил СССР. В 1950-х организатор борьбы в Белорусском военном округе. Многие его известные ученики начаинали свой спортивный путь при прохождении воинской службы в Белорусском военном округе. Среди его учеников чемпионы СССР Иван Коршунов, Виталий Фефелов, Михаил Гавриш. Первый тренер трехкратного олимпийского чемпиона Александра Медведя.
Тренер сборной СССР (1950-1955) и БССР (1948-1978). Председатель республиканской коллегии судей (1961-1972). Первый Заслуженный тренер Белорусской ССР (1960) по борьбе.

## Награды и звания
- Мастер спорта СССР (1950)
- Заслуженный тренер Белорусской ССР (1960)
- Судья всесоюзной категории (1961)